# NiceHash
 (septembre 2018).
NiceHash est un marché de minage de cryptomonnaie slovène qui connecte les vendeurs de puissance de hachage (mineurs) avec les acheteurs de puissance de hachage en utilisant l'approche de l'économie collaborative. La société a été fondée par Marko Kobal et Matjaž Škorjanc en 2014.
Le siège de la compagnie est situé à Ljubljana, en Slovénie,.
64 millions de dollars américains ont été volés aux clients de la société en décembre 2017,.

## Fonctionnement
Les vendeurs (les mineurs) fournissent un pouvoir de hachage en se connectant à la place de marché de NiceHash avec le logiciel de minage de NiceHash. Les acheteurs achètent de la capacité de calcul hachage) sur la plate-forme en ligne de NiceHash. 

## Piratage et interruption de service
Le 6 décembre 2017, environ 4 700 bitcoins (d'une valeur de 64 millions de dollars américains au moment du piratage) ont été volés à NiceHash à la suite d'une attaque de harponnage. En raison de la nature ouverte et transparente de la blockchain du bitcoin, le piratage a attiré une attention particulière, car la somme volée et le mouvement des bitcoins étaient visibles sur Internet.
Le 21 décembre 2017, Marko Kobal a démissionné de son poste de PDG de NiceHash. Ce jour-là, la société a également rouvert son marché après le piratage du 6 décembre.